# 复活节星期一

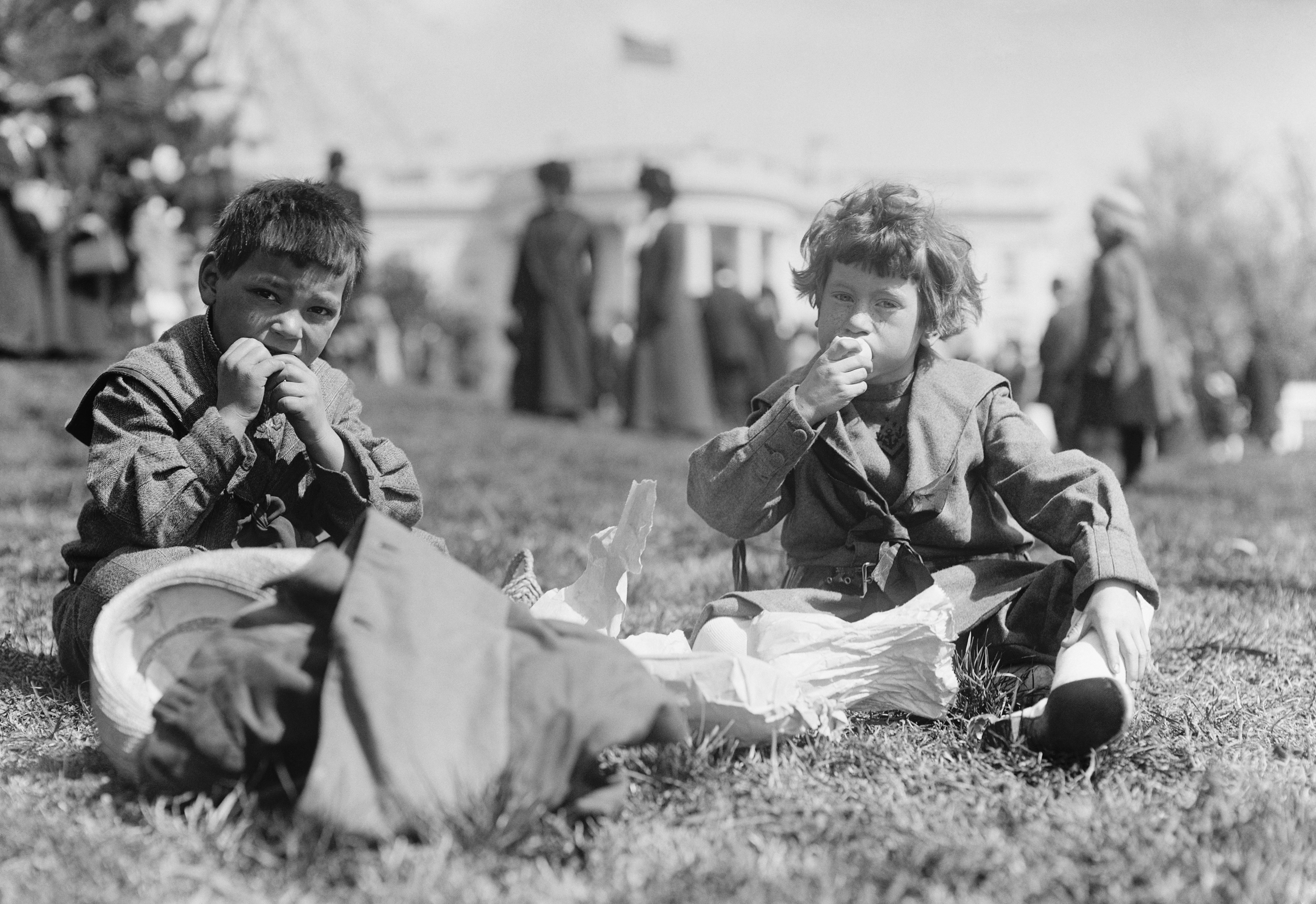
两个男孩在白宫前的草坪上食用复活节滚蛋，照片摄于1911年。

复活节星期一（英語：Easter Monday）是复活节星期日后的第一天，一些主要的基督教文化都会庆祝这一节日，尤其是信仰罗马天主教会的文化。在罗马天主教圣人历中，复活节星期一位于复活节周八天庆节的第二日。在波兰和美国的部分地区，复活节星期一又被称为“Dyngus Day”，大意为“捱淋的星期一”，其意取自与水有关的恶作剧传统。